# コンプトン・ホワイト・ジュニア
コンプトン・イグネイシャス・ホワイト・シニア(Compton Ignatius White Jr.,  (1920年12月19日 – 1998年10月19日)は、アメリカ合衆国の政治家。アイダホ州選出のアメリカ合衆国下院議員(アイダホ州1区)として2期の任期を務めた。父のコンプトン・ホワイト・シニアも同州から連邦下院議員である。

## 経歴
連邦下院議員を務めたコンプトン・ホワイト・シニアの子として生まれ、アイダホ州クラーク・フォークとワシントンD.Cで育った。ジョージ・ワシントン大学で1年間学んだ後、アイダホ大学へ編入し、1942年に卒業した。
第二次世界大戦中は、シアトルのボーイング社でエンジニアとして働き、鉱業、伐採、家畜の飼育にも携わった。戦後はクラーク・フォークに戻り、教育委員会の役員を務め、1958年から1962年までクラーク・フォーク市長を務めた。
1960年、ホワイトは連邦上院議員選挙に立候補したが、民主党の予備選挙では5人中3位で落選。1962年、共和党のヘンリー・ドワシャーク上院議員が亡くなった。下院1区現職のグレイシー・ポストが上院議員選挙に立候補したため、州1区の議席が空席となった。ホワイトは、民主党の予備選挙と総選挙に勝利し、下院議員に就任した。1966年に共和党の州上院議員ジム・マクルーアに敗れて議員を引退。1968年選挙でもマクルーアと議席を争ったが、再び敗れた。その後、ホワイトはクラーク・フォークに戻り、市議として活躍したほか、再び畜産業を開始した。
1998年10月19日に死去。地元クラーク・フォークのホワイト・ファミリー・セメタリーに埋葬された。
孫のライアン・M・ホワイトは現在、アイダホ州上院議員ジム・リッシュの立法担当ディレクターを務めている。

### 選挙結果
| 年   | 民主党                         | 票数   | 得票率 |  | 共和党              | 票数   | 得票率 |
| ---- | ------------------------------ | ------ | ------ |  | ------------------- | ------ | ------ |
| 1962 | コンプトン・ホワイト・ジュニア | 51,422 | 53.0%  |  | Erwin H. Schwiebert | 45,552 | 47.0%  |
| 1964 | コンプトン・ホワイト・ジュニア | 56,203 | 51.7%  |  | John Mattmiller     | 52,468 | 48.3%  |
| 1966 | コンプトン・ホワイト・ジュニア | 65,446 | 48.2%  |  | ジム・マクルーア    | 70,410 | 51.8%  |
| 1968 | コンプトン・ホワイト・ジュニア | 62,002 | 40.6%  |  | ジム・マクルーア    | 90,870 | 59.4%  |